# Aphrodita longipalpa
Aphrodita longipalpa är en ringmaskart som beskrevs av Essenberg 1917. Aphrodita longipalpa ingår i släktet Aphrodita och familjen Aphroditidae. Inga underarter finns listade i Catalogue of Life.